# František Benedikt Klíčník
František Benedikt Klíčník (též Klitznik, Klitschnik) (křtěn 13. května 1678, Ivanovice na Hané – 8. dubna 1755, Brno) byl brněnský měšťan, donátor a stavitel 18. století, současník Mořice Grimma. Jeho díla jsou v barokním stylu a vychází z kontextu podunajské stavitelské tradice. Působil převážně na Moravě.

## Život a dílo
Přesné datum a místo narození není známo, pokřtěn byl 13. května 1678 ve farním kostele v Ivanovicích na Hané. 6. ledna 1706 si podal na brněnský magistrát žádost o udělení měšťanského práva ve městě Brně a zároveň poprosil o možnost zhotovení mistrovského kusu. Následně byl 19. února 1706 prohlášen za mistra, čímž se stal členem brněnského zednického a kamenického cechu a teprve poté mu bylo 23. února uděleno právo měšťanské.
František Klíčník připojil ke svému jménu druhé jméno Benedikt až v průběhu dvacátých let 18. století, pod vlivem úzké spolupráce s benediktiny, pro které realizoval barokní přestavbu benediktinského kláštera v Rajhradě. Jakožto velice zbožný člověk je zmiňován v souvislosti s několika náboženskými korporacemi, přičemž v několika z nich byl též členem, např. elitní Konfederace pěti set osob ustanovené při bratrstvu sv. Jana Nepomuckého ve Žďáru nad Sázavou, bratrstva sv. Barbory na brněnském Petrově a rovněž augustiniánské opaskové konfraternity v Brně.
První manželka Anna Marie Gloßerová zemřela v polovině ledna 1727 a po dvou měsících se František Benedikt Klíčník znovu oženil s Marií Kateřinou Scheblovou. Z každého manželství se narodilo 5 dětí, dospělosti se však dožily pouze čtyři (2 z prvního manželství a 2 z druhého): Marie Františka (provdaná Hammerschmiedová), František Augustin (farář v Senici a později v Dubu nad Moravou), František Xaverius Jan (též Frantz Anton, brněnský Ringsmann) a Jan Nepomuk (vikář olomoucké diecéze).
V Brně vlastnil František Klíčník stavební podnik s množstvím tovaryšů a učňů, který fungoval vedle stavební firmy Mořice Grimma. Ačkoliv na Moravě a především v Brně realizoval celou řadu světských staveb, do současnosti se dochovaly především stavby církevní. Podílel se mimo jiné na realizaci všech tří nejvýznamnějších moravských projektů architekta Santiniho.
František Benedikt Klíčník se významně stavebně podílel na obnově řady katolických církevních objektů v období po třicetileté válce.

## Charakteristika stylu
Významným prvkem v díle stavitele Klíčníka jsou výrazné a plasticky prolamované nadokenní římsy. Časté je využití štukového dekoru.

## Nejvýznamnější stavby
- poutní areál ve Křtinách

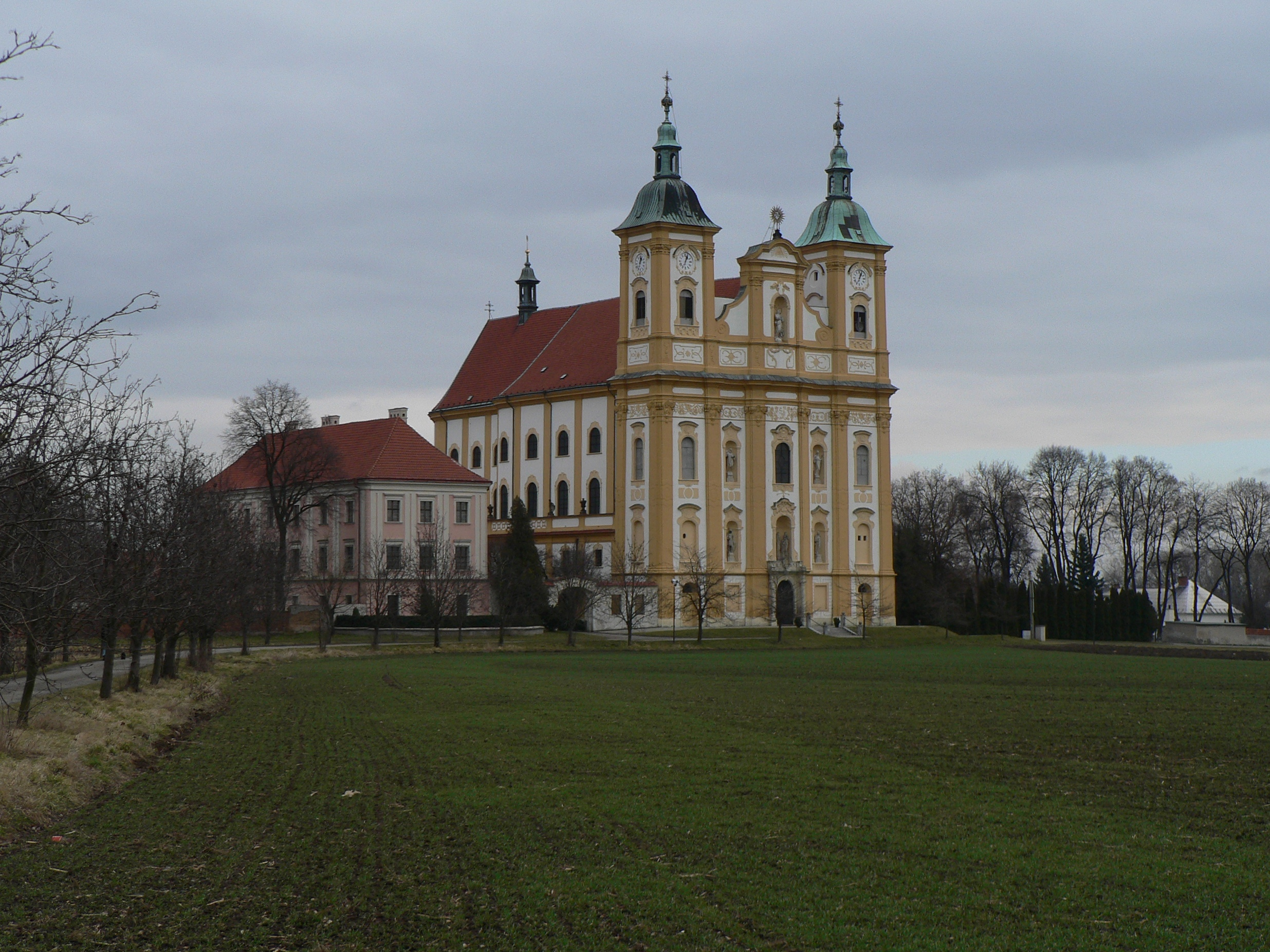
Poutní chrám v Dubu nad Moravou

- přestavba benediktinského kláštera v Rajhradě
- rezidence rajhradského kláštera a úprava kostela sv. Jana Křtitele a sv. Václava v Ostrovačicích
- kostel sv. Jana Nepomuckého na Zelené hoře u Žďáru nad Sázavou (ambity s kaplemi)
- sala terrena a zámecký skleník zámku Milotice
- poutní chrám Očišťování Panny Marie v Dubu nad Moravou
- kněžská rezidence v poutním areálu na vrchu Kalvárie v Jaroměřicích
- barokní přestavba rezidence zábrdovického kláštera v Kloboukách
- barokní přestavba lodě v chrámu sv. Petra a Pavla v Brně podle projektu Mořice Grimma
- kostelík sv. Barbory na Petrově
- fara kostela svatého Jakuba v Brně
- kostel svatého Jiljí v Brně-Líšni
- zednické práce na brněnských fortifikacích